# بطولة جي بي 2 آسيا البحرين مارس 2010
بطولة جي بي 2 آسيا البحرين مارس 2010 كانت ضمن الجولة الرابعة من موسم 2009-2010. أقيم من 13 إلى 14 مارس 2009 في حلبة البحرين الدولية في الصخير بالبحرين. هذه ثاني جولة تقام في البحرين في هذا الموسم. هذا الحدث دعم جائزة البحرين الكبرى لعام 2010 وبالتالي استخدام تخطيط مختلف لسباق سابق في هذه السلسلة. احتل الإيطالي لوكا فيليبي المركز الأول في التصفيات بينما فاز بالسباق السريع مواطنه جياكومو ريتشي.